# Haraldshaugen

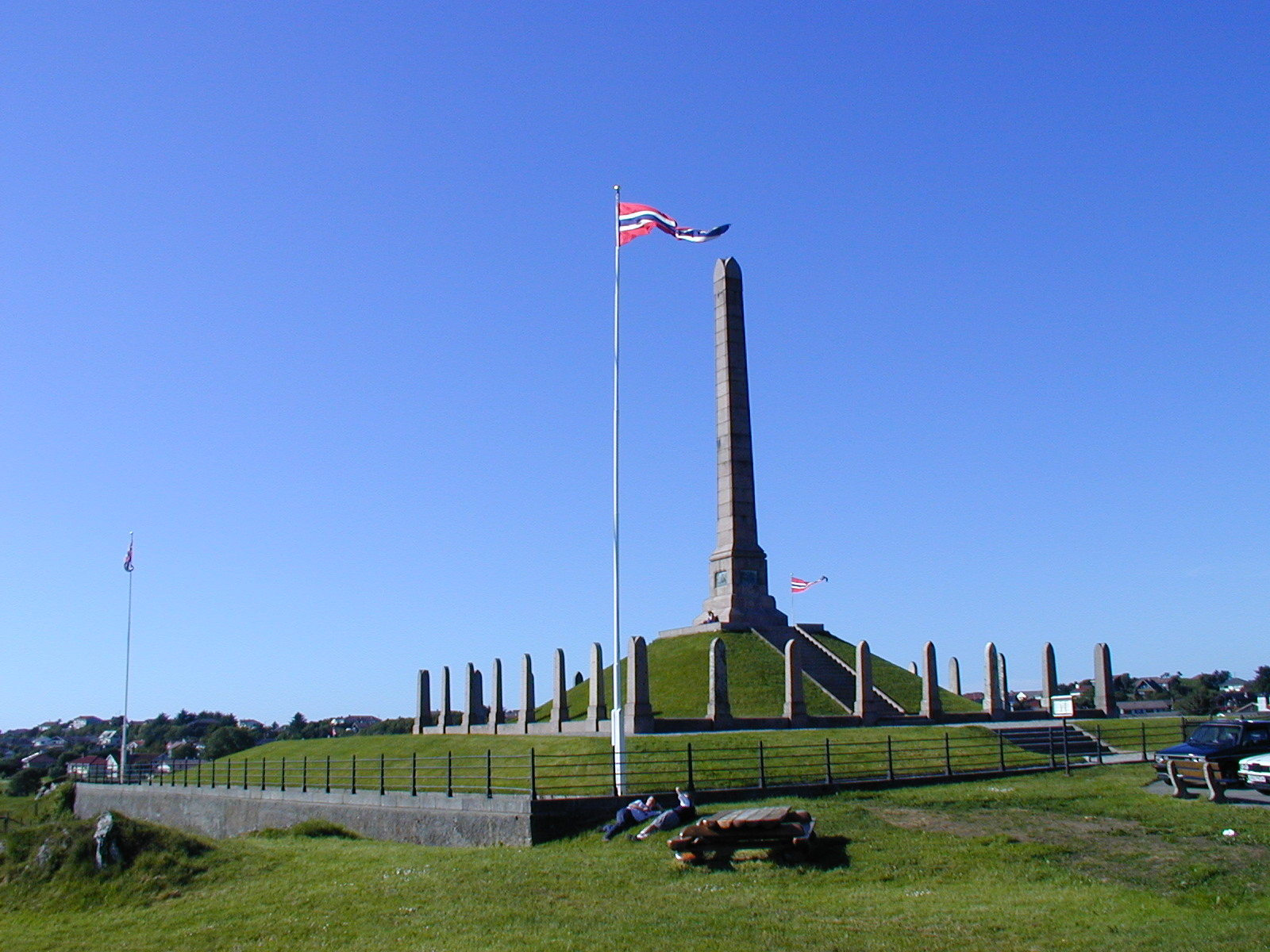
Haraldshaugen

Riksmonumentet Haraldshaugen är ett monument i Haugesund, Norge.
Monumentet restes till minne av Harald Hårfagers samling av Norge. Det restes 1872 i samband med att det då var tusen år seden slaget i Hafrsfjord där Norge samlades till ett rike. Moumentet är placerat på Gard alldeles norr om Haugesund centrum, på en plats där Harald Hårfager sägs vara begravd.
Monumentet är ritat av arkitekten Christian Christie, som en stor gravhög omgiven av en granitmur med 29 bautastenar, en från vart och ett av de gamla norska fylkena. På toppen av högen står en 17 m hög granitobelisk, med fyra bronspaneler runt basen. Varje panel avbildar viktiga scener ur Harald Hårfagers liv.